# Austronothrus
Austronothrus – rodzaj roztoczy z kohorty mechowców, rodziny Crotoniidae i podrodziny Crotoniinae.
Rodzaj ten został opisany w 1966 roku przez Marie Hammer. Jego rewizji dokonali w 2009 roku Matthew Colloff i Stephen Cameron. Gatunkiem typowym jest Austronothrus curviseta.
Mechowce o propodosomie prawie tak długiej jak hysteroma, która ma tylną krawędź zaokrągloną i pozbawioną apofiz. Sensilusy całkowicie schowane w botridiach. Notogaster z 14 parami szczecin notogastralnych. Trzecie i czwarte epimera podłużnie podzielone. Szczeciny analne obecne w liczbie dwóch par. 
Przedstawiciele rodzaju występują w Nowej Zelandii oraz na wyspach Borneo i Norfolk.
Należą tu gatunki:
- Austronothrus clarki Colloff et Cameron, 2009
- Austronothrus curviseta Hammer, 1966
- Austronothrus flagellatus Colloff et Cameron, 2009
- Austronothrus kinabalu Colloff et Cameron, 2014
- Austronothrus rostralis Colloff et Cameron, 2014